# Contea di Qumarlêb
La contea di Qumarlêb (曲麻莱县S, Qūmálái XiànP) è una contea della Cina, situata nella provincia di Qinghai e amministrata dalla prefettura autonoma tibetana di Yushu.